# 이시백 (소설가)
이시백(1956년 7월 5일 ~)은 대한민국의 소설가이다. 경기도 여주시에서 태어났다. 
중앙대학교 문예창작학과를 졸업하였으며, 1988년 《동양문학》 소설부문 1회 신인상을 받으며 등단하였다. 

## 주요 저서

### 장편소설
- 『종을 훔치다』(2010)
- 『사자클럽 잔혹사』(2013)
- 『나는 꽃도둑이다』(2013)
- 『용은 없다』(2021)

### 소설집
- 『890만 번 주사위 던지기』(2006)
- 『누가 말을 죽였을까』(2008)
- 『갈보 콩』(2010)
- 『응달 너구리』(2016)

### 산문집
- 『당신에게, 몽골』(2014)
- 『유목의 전설』(2020)
- 『이야기와 소리로 만나는 전태일』이시백. 임진택 공저(2020)
- 『아프리카 버스』(2022)

## 수상 경력
- 제1회 권정생창작기금[1]
- 아르코 창작기금(2012)
- 거창평화인권문학상(2014)
- 제11회 채만식 문학상(2014)
- 제16회 서라벌문학상(2016)
- 518문학상 본상(2021)